# 서울만남의광장휴게소
서울만남의광장휴게소(서울만남의廣場休憩所, Seoul Underground Rendezvous Service Area)는 서울특별시 서초구 양재대로12길 73-71 (원지동)에 위치한 경부고속도로의 부산방향 첫 고속도로 휴게소이다. 양재 나들목 인근에 있으며, 부산방향에만 휴게소가 존재한다. 고속도로에서 진입할 수 있을 뿐만 아니라 양재 나들목 구조상 양재대로 구리암사대교 방향에서 양재 나들목을 이용하여 부산방향으로 진입 시 바로 진입할 수 있다. 휴게소 내에 회차로가 설치되어 있어 이 회차로를 통해 서울방향으로 다시 회차가 가능하다.
본래 서울 요금소 자리였으나, 서울 요금소가 1987년 10월 5일에 현재의 위치인 경기도 성남시 분당구 대왕판교로 240 (궁내동)으로 이설되자 그 다음 해인 1988년 6월 24일에 옛 요금소 자리에 이 휴게소를 신설해서 개장하였다.

## 시설
- 브랜드매장 : 세븐일레븐
- 정유소 : 알뜰주유소
- LPG 충전소 : GS칼텍스
- 경정비소 : 없음
- 화물휴게소 : 있음
- 대표음식 : 말죽거리소고기국밥[3]

## 전후
- 금토 분기점 ← 서울만남의광장휴게소·양재 나들목 ← 서초 나들목

## 사건사고
- 2024년 3월 13일, 한 벤츠 차량이 양옆에 주차된 카니발 차량과 택시에 올라탄 채 기괴한 모습으로 주차된 황당한 사건이 있었다.[4]

## 같이 보기
- 서울 요금소
- 양재 나들목